# مسفرة
مسفرة وهي قرية من قرى محافظة بيشة التابعة إلى منطقة عسير في المملكة العربية السعودية.

## التسمية والموقع
مِسْفِرَة: بكسر الميم والقاء مع سين ساكنة بينهما و بفتح الراء مع هاء مهملة.
ومسفرة وهي من قرى الفرع تقع غرب مركز تبالة على مسافة 8 أكيال باتجاه الغرب كما تقع على الضفة الشمالية لوادي تبالة وتبعد عن مدينة بيشة حوالي 55 كيلو متر ويمر غربها أحد أفرع وادي تبالة وتبعد حوال 5 كيلو متر عن أقرب الفرع وهي أقرب قرية إلى سد وادي تبالة شمران الذي يحجز خلفه بحيرة اصطناعية مجمعة من مياه فيضانات الوادي، ويحيط بالقرية مزارع النخيل وحقول القمح.